# Ульянов, Александр Ильич
Алекса́ндр Ильи́ч Улья́нов (31 марта (12 апреля) 1866, Нижний Новгород — 8 (20) мая 1887, Шлиссельбург) — русский революционер-народник, последователь народовольцев, один из организаторов и центральное лицо так называемой «Террористической фракции»; старший брат Владимира Ленина.
Арестован при подготовке покушения на императора Александра III. По приговору Особого присутствия Правительствующего сената был казнён через повешение.

## Биография

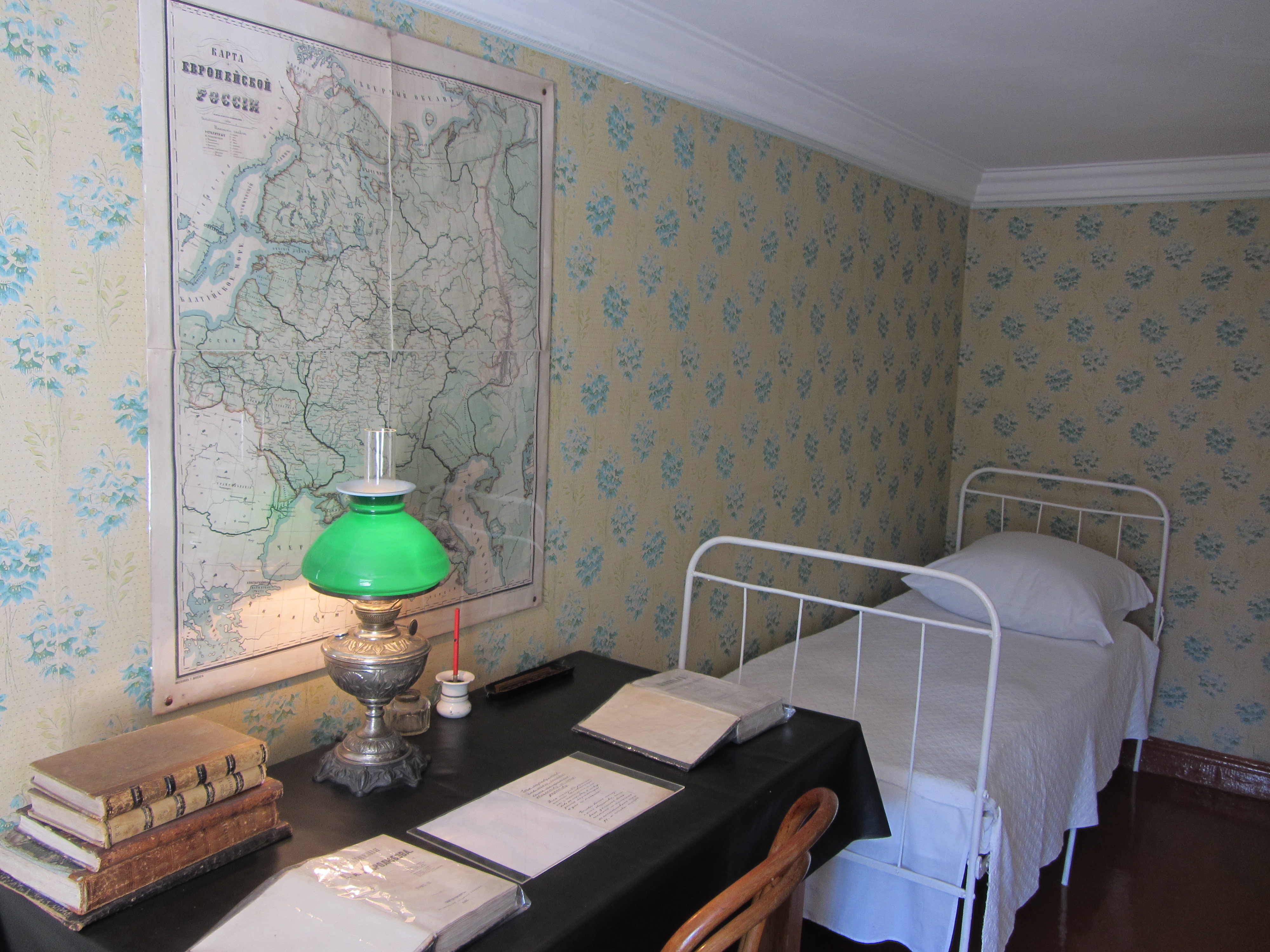
Комната Александра Ульянова. Ныне Дом-музей семьи Ульяновых

Александр Ильич Ульянов в родился 31 марта (12 апреля) 1866 года в семье известного педагога, впоследствии директора народных училищ Симбирской губернии, действительного статского советника Ильи Николаевича Ульянова и домашней учительницы Марии Александровны Ульяновой в Нижнем Новгороде.

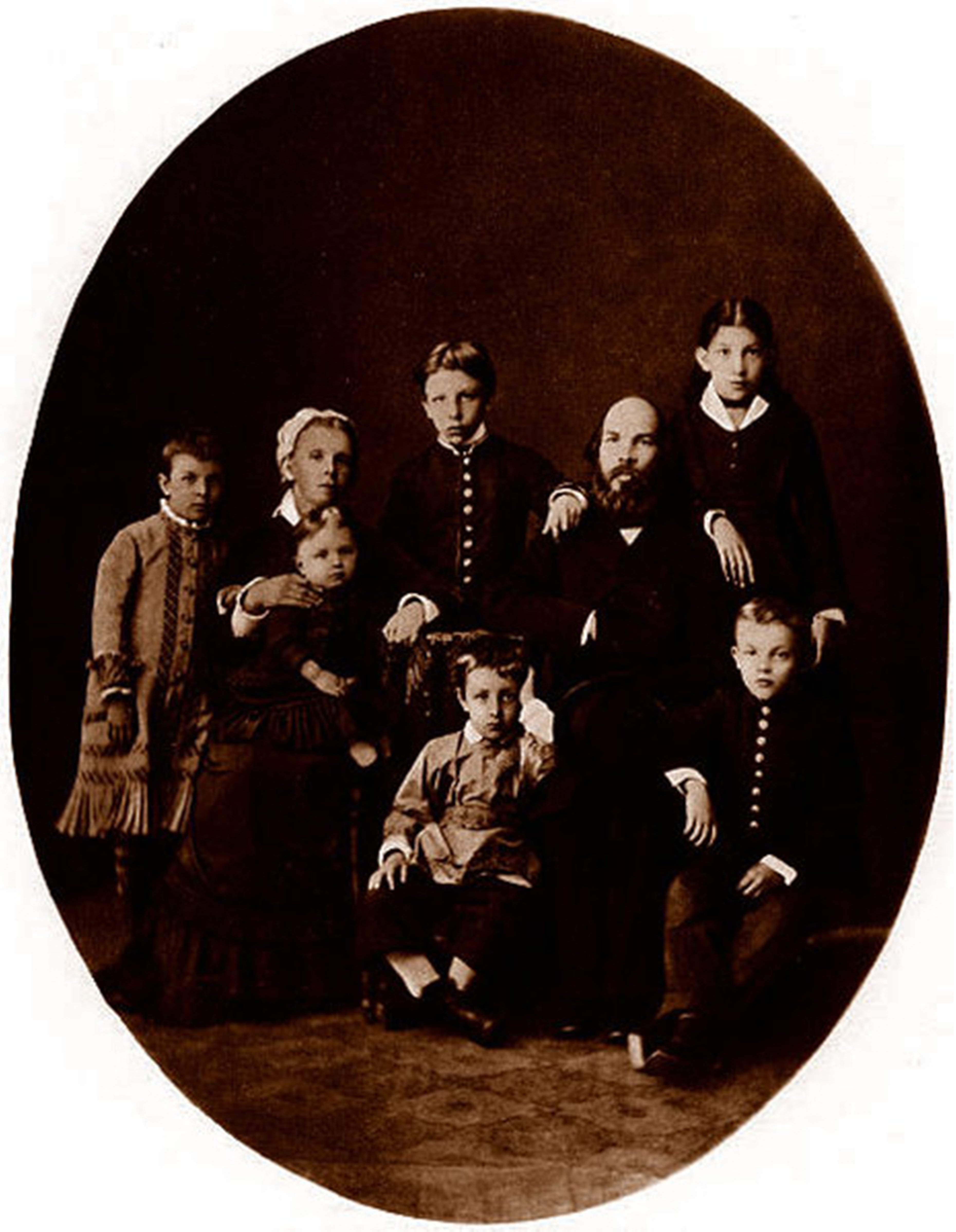
Семья Ульяновых в 1879 г.
Стоят (слева направо): Ольга, Александр, Анна.
Сидят (слева направо): Мария Александровна c дочерью Марией на руках, Дмитрий, Илья Николаевич, Владимир

### Образование

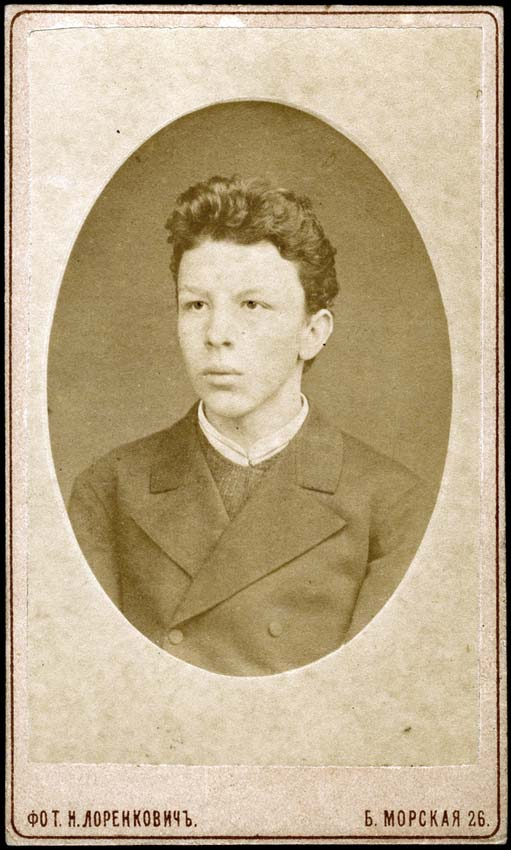
Александр Ульянов в 1883 году

В 1874—1883 годах учился в Симбирской классической гимназии. В старших классах проявлял склонность к естественным наукам, особенно к химии, «которую изучал по Менделееву, обзаведясь небольшой домашней лабораторией». Окончил гимназию с золотой медалью.
В 1883 году поступил на естественное отделение физико-математического факультета Санкт-Петербургского университета, где проявил большие способности к научной работе.
В 1886 году, на третьем курсе, получил золотую медаль за научную работу по зоологии беспозвоночных по материалам, собранным им самостоятельно летом 1885 года, на тему: «Об органах сегментарных и половых пресноводных Annulata».

### Научные общества
Участвовал в деятельности организованного студентами физико-математического факультета биологического кружка, вокруг него сформировалось ядро кружка, заседания проходили в его квартире на Петербургской стороне.
В 1886 году вступил в студенческое Научно-литературное общество профессора русской литературы О. Ф. Миллера и был единогласно избран его главным секретарём. Также был членом существовавшего при университете экономического кружка под руководством А. В. Гизетти.

## Революционная деятельность
Участвовал в студенческих нелегальных собраниях, демонстрациях, вёл пропаганду в рабочем кружке.
В декабре 1886 года вместе с П. Я. Шевырёвым организовал «Террористическую фракцию» движения «Народная воля», которая объединила главным образом студентов Петербургского университета. Фракция была организационно независима от других народовольческих групп, поддерживая с ними контакты. Члены фракции испытывали, с одной стороны, влияние работ Карла Маркса, Фридриха Энгельса, Георгия Плеханова и, с другой, программных документов собственно «Народной воли».
В феврале 1887 года Ульяновым была составлена программа «Террористической фракции». На деньги, вырученные от продажи его золотой медали, была приобретена взрывчатка для бомбы.
1 марта 1887 года «Террористическая фракция» планировала осуществить покушение на Александра III, но покушение было предотвращено, а организаторы и 15 участников — арестованы.
Вместе с другими организаторами покушения Александр Ульянов был заточён в Политическую тюрьму Петропавловской крепости, в которой находился вплоть до перевода в Шлиссельбургскую крепость, где впоследствии был казнён.

Программа террористической фракции партии «Народная воля», написанная Александром Ульяновым по памяти в Петропавловской крепости: 
«По основным своим убеждениям мы — социалисты. Мы убеждены, что материальное благосостояние личности и её полное всестороннее развитие возможно лишь при таком социальном строе, где общественная организация труда даёт возможность рабочему пользоваться всем своим продуктом, и где экономическая независимость личности обеспечивает её свободу во всех отношениях. Только тогда государство выполнит свою задачу — доставит человеку возможно больше средств к развитию и только в таком обществе, при отсутствии конкуренции и борьбы интересов, будет возможно беспредельное нравственное развитие личности...»

## Суд и казнь
15—19 апреля 1887 года состоялся суд, на котором Ульянов, Шевырёв, Андреюшкин, Генералов и Осипанов были приговорены к смертной казни, а остальные, в том числе Бронислав Пилсудский (старший брат Юзефа Пилсудского), в Вильно подготовивший Александру Ульянову взрывчатку для покушения на царя, — к различным срокам каторги и дальнейшей ссылке.
Мать Александра Мария Александровна написала прошение Александру III о помиловании и получила разрешение на свидание с сыном.
Самому Александру Ульянову было предложено попросить императора о помиловании. По словам прокурора Л. М. Князева, присутствовавшего при последнем свидании матери с сыном, Александр на этом свидании это предложение отверг, сказав следующее:

«Представь себе, мама, двое стоят друг против друга на поединке. Один уже выстрелил в своего противника, другой ещё нет, и тот, кто уже выстрелил, обращается к противнику с просьбой не пользоваться оружием. Нет, я не могу так поступить».

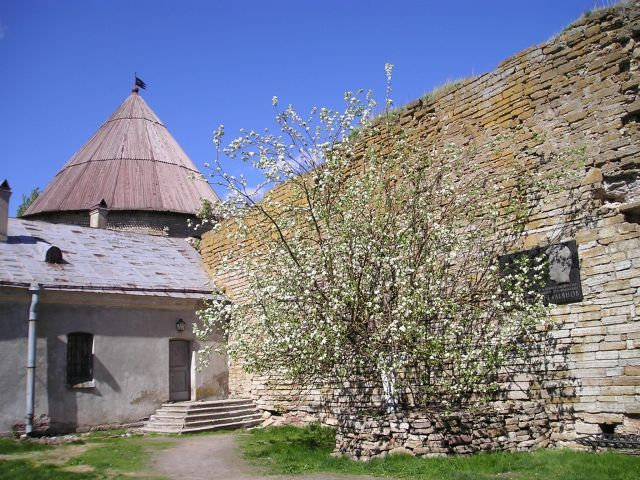
Мемориальная доска на месте казни А. Ульянова

Тем не менее, по настоянию родственников, прошение о помиловании было подано:

Я вполне сознаю, что характер и свойства совершённого мною деяния и моё отношение к нему не дают мне ни права, ни нравственного основания обращаться к Вашему Величеству с просьбой о снисхождении в видах облегчения моей участи. Но у меня есть мать, здоровье которой сильно пошатнулось в последние дни и исполнение надо мною смертного приговора подвергнет её жизнь самой серьёзной опасности. Во имя моей матери и малолетних братьев и сестёр, которые, не имея отца, находят в ней свою единственную опору, я решаюсь просить Ваше Величество о замене мне смертной казни каким-либо иным наказанием.
Это снисхождение возвратит силы и здоровье моей матери и вернёт её семье, для которой её жизнь так драгоценна, а меня избавит от мучительного сознания, что я буду причиной смерти моей матери и несчастья всей моей семьи.
Александр Ульянов.

Прошение о помиловании было отклонено, и 8 (20) мая 1887 года Александр Ульянов и его товарищи были повешены в Шлиссельбургской крепости. Похоронен Александр Ульянов в братской могиле за стеной крепости Орешек, на берегу Ладожского озера (Ленинградская область).

## Общественное мнение
По воспоминаниям близких Владимира Ульянова, арест Александра Ульянова в большей степени испугал провинциальную общественность, чем вызвал сочувствие:

Потом, когда мы близко познакомились, Владимир Ильич рассказал мне однажды, как отнеслось «общество» к аресту его старшего брата. Все знакомые отшатнулись от семьи Ульяновых, перестал бывать даже старичок-учитель, приходивший раньше постоянно играть по вечерам в шахматы. Тогда ещё не было железной дороги из Симбирска, матери Владимира Ильича надо было ехать на лошадях до Сызрани, чтобы добраться до Питера, где сидел сын. Владимира Ильича послали искать попутчика — никто не захотел ехать с матерью арестованного. Эта всеобщая «трусость» произвела, по словам Владимира Ильича, на него тогда очень сильное впечатление.— «Воспоминания о В. И. Ленине» Н. К. Крупская, «Государственное издательство политической литературы», Москва, 1956

## Адреса в Санкт-Петербурге
- 1883 — 01.03.1887 года — главное здание Санкт-Петербургского Императорского университета, Университетская набережная, 7;
- 01.03.1887 года — доходный дом М. В. Цез, Средний проспект, д. 8, кв. 40.

## Память
- В память А. Ульянова в 1923 году переименован посёлок Саблино Ленинградской области.
- Улица Александра Ульянова (Санкт-Петербург)[6].
- Улицы в Твери, Донецке, Макеевке.
- В честь А. Ульянова названа малая планета (2112) Ульянов, открытая 17 июля 1972 года советским астрономом Тамарой Смирновой в Крымской астрофизической обсерватории[7].
- В 1957 году на к/с Мосфильм, по пьесе Ивана Попова «Семья», режиссёром В. Невзоровым был снят х/ф «Семья Ульяновых». В роли Александра  — Ф. Яворский.
- В 1964 году вышел советский фильм «Казнены на рассвете» режиссёра Евгения Андриканиса; в роли Александра Ульянова — Вадим Ганшин.
- В 1965 году в Советском Союзе был снят фильм «Сердце матери» (режиссёр — Марк Донской), в котором, в частности, рассказывается о казни Александра Ульянова и о том, как это событие пережила Мария Александровна Ульянова. в 1966 году тем же режиссёром был снят фильм  Верность матери. В обоих фильмах роль Александра Ульянова сыграл Геннадий Чёртов.
- 20 июня 1970 года со стапелей судоверфи в г. Ростоке (ГДР) был спущен на воду теплоход «Александр Ульянов»[8].
- В 1962 году вышла почтовая марка СССР «Семья Ульяновых» (фото 1879 г.).
- ХМК СССР, 1985. Революционер Александр Ульянов.

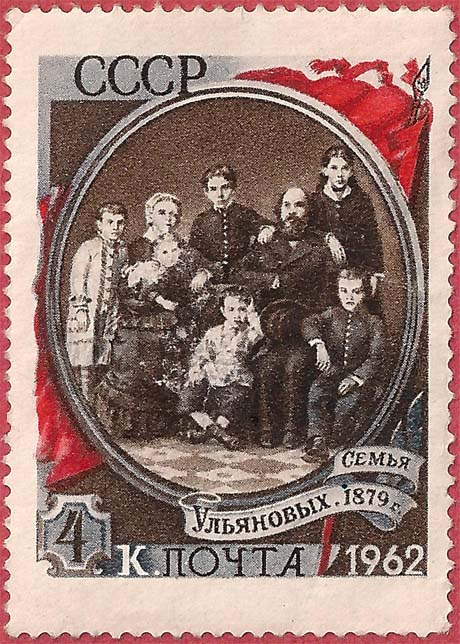
Почтовая марка СССР 1962 г. "Семья Ульяновых" (1879)
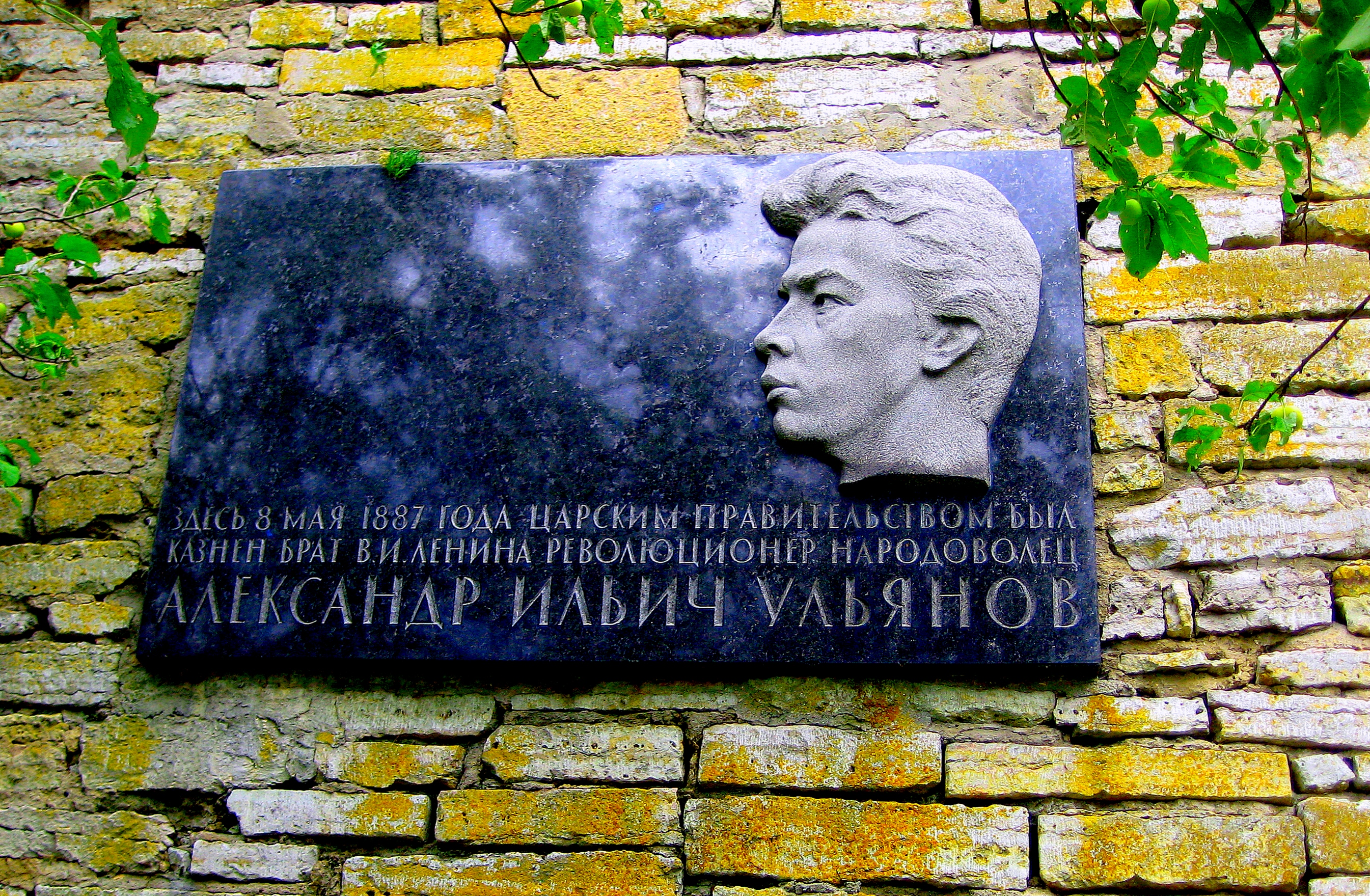
Мемориальная доска А.Ульянову в цитадели: крепость Орешек. Шлиссельбург, Кировский район, Ленинградская область
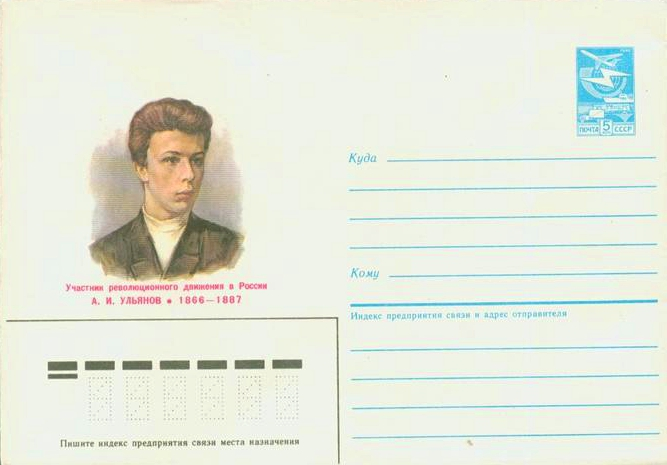
ХМК СССР, 1985. Революционер Александр Ульянов.